# Флаг СССР
Флаг СССР — государственный символ Союза Советских Социалистических Республик (наряду с государственным гербом и государственным гимном), являлся «символом государственного суверенитета СССР и нерушимого союза рабочих и крестьян в борьбе за построение коммунистического общества».
Красный цвет флага — символ героической борьбы советского народа, руководимой КПСС, за построение социализма и коммунизма; серп и молот означают незыблемый союз рабочего класса и колхозного крестьянства. Красная пятиконечная звезда на флаге — символ конечного торжества идей коммунизма на пяти (обитаемых, то есть исключая Антарктиду) континентах земного шара.
Представляет собой красное прямоугольное полотнище с изображением в верхнем углу, у древка, золотых серпа и молота и над ними красной пятиконечной звезды, обрамлённой золотой каймой. Отношение ширины флага к его длине 1:2.

## История
29 декабря 1922 года РСФСР, Украинская ССР, Белорусская ССР и ЗСФСР подписали Договор об образовании СССР, статьёй 22 которого было установлено:

Союз Советских Социалистических Республик имеет свой флаг, герб и государственную печать.

Описание флага СССР было установлено в статье 71 Конституции (Основного Закона) СССР, принятой на второй сессии Центрального исполнительного комитета СССР (ЦИК СССР) 6 июля 1923 года:

Государственный флаг Союза Советских Социалистических Республик состоит из красного или алого полотнища, с государственным гербом.

Не сохранилось свидетельств об утверждении рисунка флага такого вида и начале его выпуска.
С учётом возникших трудностей при изготовлении флага СССР, третья сессия ЦИК СССР 12 ноября 1923 года постановила:

Во изменение ст. 71 Конституции Союза ССР 3-я сессия Центрального Исполнительного Комитета постановляет: Государственный флаг Союза ССР состоит из красного или алого полотнища, с изображением на его верхнем углу у древка золотых серпа и молота и над ними красной пятиконечной звезды, обрамлённой золотой каймой.

31 января 1924 года II Всесоюзный съезд Советов своей резолюцией утвердил Конституцию (Основной Закон) Союза ССР, но изображения флага утверждено ещё не было.
8 апреля 1924 года Президиум ЦИК СССР постановлением «О подробном описании государственного флага Союза ССР» установил:

Объявить следующее подробное описание государственного флага Союза Советских Социалистических Республик.
Флаг красный (или алый) прямоугольный, с отношением длины к ширине, как 2:1. В левом верхнем углу крыж того же цвета, что и флаг, длиной, равной 2/6 длины флага, и шириной вполовину ширины флага. В крыже золотые серп и молот радиусом в 1/8 ширины крыжа, над серпом и молотом — красная пятиконечная звезда, окружённая золотой каймой, диаметр которой равен 1/5 ширины крыжа. Крыж окаймлён золотой полоской, равной 1/15 ширины крыжа. Диаметр звезды равен 1/10 ширины флага.

Президиум ЦИК СССР после исключения из рисунка флага золотой полоски, окаймлявшей крыж, 18 апреля 1924 утвердил рисунок флага.
29 августа 1924 года Постановлением Президиума ЦИК СССР и Совета Народных Комиссаров СССР «О флагах и вымпелах Союза Советских Социалистических Республик» было установлено, что Государственный флаг Союза ССР постоянно поднят только над зданиями Центрального Исполнительного Комитета Союза ССР и Совета Народных Комиссаров СССР. Кроме того, Государственный флаг СССР должен был быть поднят над зданием, где происходит Съезд Советов Союза ССР или сессия Центрального Исполнительного Комитета СССР. Над зданиями центральных и местных учреждений народных комиссариатов и иных органов Союза ССР Государственный флаг СССР должен был быть поднят только в дни пролетарских праздников, а над зданиями полномочных представительств, торговых представительств и консульств Союза ССР — согласно особой инструкции, издаваемой Народным комиссариатом по иностранным делам.
В качестве стеньгового флага на кораблях и судах военного и торгового флота Союза ССР и на других средствах передвижения Государственный флаг СССР предписывалось поднимать, если на них находились председатель ЦИК СССР, председатель СНК СССР и иные лица, официально представляющие ЦИК СССР и СНК СССР, а равно — полномочные представители Союза ССР, — по их распоряжению.
В качестве кормового флага Государственный флаг Союза ССР должны были нести все торговые суда, приписанные к портам Союза ССР, а равно — все суда, плавающие на внутренних водных путях Союза ССР.
Принятая 5 декабря 1936 Конституция (Основной Закон) СССР содержала следующее описание флага:

Статья 144. Государственный флаг Союза Советских Социалистических Республик состоит из красного прямоугольного полотнища с изображением на его верхнем углу у древка золотых серпа и молота и над ними красной пятиконечной звезды, обрамлённой золотой каймой. Отношение ширины к длине 1:2.

19 августа 1955 Указом Президиума Верховного Совета СССР было утверждено «Положение о Государственном флаге СССР», статья 2 которого гласила:

Государственный флаг СССР состоит из красного прямоугольного полотнища с изображением на его верхнем углу у древка золотых серпа и молота и над ними красной пятиконечной звезды, обрамлённой золотой каймой. Отношение ширины к длине 1:2. Серп и молот вписываются в квадрат, сторона которого равна 1/4 ширины флага. Острый конец серпа приходится посередине верхней стороны квадрата, рукоятки серпа и молота упираются в нижние углы квадрата. Длина молота с рукояткой составляет 3/4 диагонали квадрата. Пятиконечная звезда вписывается в окружность диаметром в 1/8 ширины флага, касающуюся верхней стороны квадрата. Расстояние вертикальной оси звезды, серпа и молота от древка равняется 1/3 ширины флага. Расстояние от верхней кромки флага до центра звезды — 1/8 ширины флага.

Положением предусматривался постоянный подъём Государственного флага СССР только на зданиях Президиума Верховного Совета СССР и Совета Министров СССР. Кроме того, предусматривался подъём флага на здании, где проходит сессия Верховного Совета СССР — на весь период сессии, а на зданиях Президиумов Верховных Советов и Советов Министров союзных и автономных ССР, союзных и республиканских министерств и ведомств, исполнительных комитетов местных Советов депутатов трудящихся и других государственных учреждений, общественных организаций и учреждений, а также на жилых домах только 8 марта, 22 апреля, 1 и 2 мая, 9 мая, 7 и 8 ноября и 5 декабря. Кроме того, Положением предусматривалось использование Государственного флага СССР «в качестве кормового флага на судах, зарегистрированных в порядке, устанавливаемом Кодексом торгового мореплавания Союза ССР и Уставом внутреннего водного транспорта Союза ССР. Изображение Государственного флага СССР помещается на совершающих международные полёты воздушных судах, занесённых в Государственный реестр гражданских воздушных судов Союза ССР; на военных кораблях и судах — согласно воинским Уставам; а также — по распоряжению Совета Министров СССР. Государственный флаг СССР может быть поднят также при церемониях и других торжественных мероприятиях, проводимых государственными и общественными органами, предприятиями, учреждениями и организациями».
30 ноября 1955 постановлением Совета Министров СССР была утверждена «Инструкция по применению „Положения о Государственном флаге СССР“» пункт 12 которой предусматривал, что «на кораблях Военно-Морского Флота Государственный флаг СССР поднимается также во время боя и в виду неприятеля».
Конституция (Основной Закон) СССР, принятая 7 октября 1977 года, не внесла принципиальных изменений в описание флага СССР. 15 августа 1980 года Указом Президиума Верховного Совета СССР была принята новая редакция «Положения о Государственном флаге СССР», которая принципиальных изменений в описание флага также не внесла, но на рисунке флага в приложении на оборотной стороне Государственного флага Союза ССР отсутствовали изображения серпа, молота и звезды.
8 декабря 1991 года в посёлке Вискули лидеры РСФСР, Украинской ССР и Белорусской ССР в Соглашении о создании Содружества Независимых Государств констатировали, что «Союз ССР, как субъект международного права и геополитическая реальность, прекращает своё существование» и заявили об образовании Содружества Независимых Государств (СНГ).
24 декабря 1991 года Российская Федерация, как государство-продолжатель Союза ССР, заняла место СССР в ООН (без нового вступления) перед зданием ООН в Нью-Йорке вместо Государственного флага СССР был поднят Государственный флаг Российской Федерации, а 25 декабря 1991 года над резиденцией Президента СССР в Московском Кремле был спущен Государственный флаг СССР. Самый высокорасположенный флаг СССР, закреплённый на орбитальной станции «Мир», спущен не был и ещё год продолжал курсировать на орбите.
В наши дни флаг СССР используется оппозицией, главным образом левого толка, на митингах и демонстрациях на всём постсоветском пространстве. При этом часто используются флаги республик СССР (в частности той, где проходит демонстрация).
В Белоруссии флаг СССР на парадах в День Победы и День республики выносится вместе с флагом республики и Знаменем Победы как Флаг СССР — государства, внесшего основной вклад в победу над фашизмом.
24 октября 2013 года флаг СССР был поднят над символизирующим побеждённый рейхстаг куполом музея Великой Отечественной войны в Минске, что стало первым с декабря 1991 года официальным подъёмом государственного флага СССР.
Флаг СССР был неоднократно замечен на военной технике и униформе российских военнослужащих во время вторжения на Украину 2022 года.
17 июня 2023 года в Санкт-Петербурге на берегу Финского залива, в парке, посвящённом 300-летию города, на самых высоких в Европе флагштоках (179,5 м) торжественно подняли исторические флаги Российской империи (1858-1896), СССР и Государственный флаг Российской Федерации. Церемония была посвящена 330-летию бело-сине-красного флага Петра I, 165-летию чёрно-жёлто-белого флага, учреждённого Александром II, и 100-летию флага СССР. Эта композиция, по мнению пресс-службы президента России, является «символом исторической преемственности нашей российской государственности». Поднятые флаги примечательны своими огромными размерами: каждое полотнище размером 60 на 40 метров и массой приблизительно 500 кг.

## Запрет на публичную демонстрацию

### Эстония
21 апреля 2022 эстонский парламент принял поправки к Уголовному кодексу Эстонской Республики, запрещающие открытую демонстрацию символики, использованной при совершении акта агрессии, геноцида, преступления против человечности или военного преступления, с целью поддержки или оправдания этих преступлений. В тексте документа нет отсылок к конкретной символике, подпадающей под действие закона, однако в эстонской прессе были опубликованы пояснения полиции, что, в том числе, запрещены флаги СССР и Российской Федерации, георгиевская ленточка и советская военная форма. Во время празднования Дня Победы, 9 мая 2022, полиция сообщила о немногочисленных нарушениях закона, в частности, в Силламяэ сотрудники полиции заметили флаг СССР на окне многоквартирного дома. Хозяин был дома, но отказался открыть полиции дверь. Полицейские открыли дверь силой, сняли флаг и возбудили против хозяина квартиры уголовное дело.